# 히메나 나바레테
히메나 나바레테 로세테 (Ximena Navarrete, 본명 : Jimena Navarrete Rosete, 1988년 2월 22일 ~ )는 멕시코 출신의 모델이자 미인 대회 우승자이다. 나바레테는 누에스트라 벨리사 멕시코 2009의 우승자이며, 미스 유니버스 2010의 우승자이다.

## 사생활
나바레테는 과달라하라의 할리스코 출신이고, 치과의사인 카를로스 나바레테와 가브리엘라 로세테의 딸이다. 나바레테는 16세의 나이로 모델로 데뷔하였으며, 대학에서 영양학을 전공 중이기도 하며, 거식증으로 고통 받고 있는 여성들을 돕고 있다고 밝혔다.

## 미스 유니버스 2010
나바레테는 누에스트라 벨리사 할리스코 2009의 우승자였으며, 누에스트라 벨리사 멕시코 2009 대회에서 32명의 경쟁자들을 물리치고 우승하였다. 할리스코 출신의 두 번째 우승자이며, 첫 번째 우승자는 누에스트라 벨리사 2008인 카를라 카리요이다.
2010년 8월 23일에 나바레테는 라스베이거스에서 열린 미스 유니버스 2010에서 우승 하였으며, 누에스트라 벨리사 멕시코의 감독이자 미스 유니버스 1991인 루피타 존스에 이은 2번째 미스 유니버스 우승자가 되었다. 히메나 나바라테는 미스 유니버스 2010 대회 만달레이 베이 리조트 본관 센트럴공연장에서 열심히 심사위원들로부터 평가받았다. 구체적인 상황은 나바라테가 top5에 선출되어 1위 차지했다.
나바레테는 2011년 9월 12일에 브라질의 상파울루에서 열린 미스 유니버스 2011에서 앙골라 출신의 레일라 로페스에게 왕관을 물려주었다.